# هي فوضى؟ (فيلم)
هي فوضى..؟ فيلم دراما مصري صدر عام 2007، يتناول موضوع الفساد في مصر، وتجاوزات الشرطة المصرية وهو فيلم للكبار فقط لما يحتويه من مشاهد عنف، الفيلم من كتابة ناصر عبد الرحمن ومن إخراج يوسف شاهين وخالد يوسف.
يعتبر الفيلم آخر الأفلام التي أخرجها المخرج المصري الراحل يوسف شاهين، حيث شاركه في إخراجه تلميذه المخرج خالد يوسف.
جاء الفيلم (و هو إنتاج مصري فرنسي مشترك، كعادة يوسف شاهين في أفلامه) كختام لرحلة المخرج المصري يوسف شاهين كثائر ظل مهموماً بقضايا وطنه، حيث جسد الفيلم بانورما جامعة لصور الفساد والفوضى التي يعيشيها المجتمع المصري في العقد الأول من الألفية الثالثة، كما مثل مصر في مهرجان فينيسا لعام 2008.

## قصة الفيلم
تدور أحداث الفيلم في الزمن الحالي ويروي قصة تدور بشكل أساسي حول شخصية واحدة، كما يبرز الفيلم الفساد المتجسد في القمع المباشر والرشوة والمحسوبية وتزوير الانتخابات والسيطرة الغاشمة للسلطة والكبت الجنسي.
كما يبرز الفيلم نوعا من المقاومة وصولا إلى ثورة جماعية في النهاية.
يجسد الفيلم نموذج واقعى - ومؤسف في ذات الوقت - لجبروت السلطة وبلوغها أقصى درجات القهر والطغيان وذلك من خلال شخصية حاتم أمين الشرطة (وهي شخصية الفيلم المحورية) الذي يستغل منصبه أسوأ استغلال لتحقيق مآربه ومصالحه الشخصية، حيث يتمكن حاتم من امتلاك كل ما يشتهيه إلا أن قلب جارته المدرسة الشابة نور الذي يستعصى عليه حيث تفضل عليه وكيل النيابة الشاب شريف وهو ابن ناظرة المدرسة التي تعمل بها.
تتوالى الأحداث في الفيلم ما بين مواجهات بين قهر السلطة (ممثلة في أمين الشرطة حاتم) وضمير المجتمع (ممثلاً في وكيل النيابة الشاب شريف) وتنتهى الأحداث بالثورة الجماعية ضد أمين الشرطة.

## طاقم التمثيل
- خالد صالح، (حاتم) وهو أمين شرطة يسكن في حي شعبي، تجاوره في السكن نور التي يحبها
- منة شلبي، (نور) فتاة تعمل بالتدريس وتقيم مع والدتها
- يوسف الشريف، (شريف)وكيل النيابة
- هالة صدقي، والدة شريف
- هالة فاخر والدة نور
- عمرو عبد الجليل، (سامى)رئيس المباحث
- درة، (سيلفيا) الفتاة المدمنة التي يحبها شريف
- أحمد فؤاد سليم، المأمور
- أحمد سامي عبد الله، (عم سيد)خادم القسم
- عبد الله مشرف ضيف شرف

## روابط خارجية
- هي فوضى؟ على موقع IMDb (الإنجليزية)
- هي فوضى؟ على موقع نتفليكس (الإنجليزية)
- هي فوضى؟ على موقع قاعدة بيانات الأفلام العربية
- هي فوضى؟ على موقع ألو سيني (الفرنسية)
- هي فوضى؟ على موقع Turner Classic Movies (الإنجليزية)
- هي فوضى؟ على موقع أول موفي (الإنجليزية)
- هي فوضى؟ على موقع فيلمافينيتي (الإسبانية)
- هي فوضى؟ على موقع قاعدة بيانات الفيلم (الإنجليزية)
- هي فوضى؟ على موقع ليتربوكسد (الإنجليزية)
- هي فوضى؟ على موقع كينوبويسك (الروسية)